# چینو (فیلم ۱۹۹۱)
چینو (نپالی: चिनो، انگلیسی: Chino) یک فیلم سینمایی در ژانر درام و فیلم عاشقانه به کارگردانی تولسی غیمیر محصول سال ۱۹۹۱ کشور نپال که یکی از موفق‌ترین فیلم‌های تاریخ سینمای نپال به حساب می‌آید. رانجیت گازمر مدیر موسیقی این فیلم بود.